# Vichel (Temnitztal)
Vichel ist ein Ortsteil der Gemeinde Temnitztal im Landkreis Ostprignitz-Ruppin in Brandenburg. Der Ort liegt im südlichen Bereich der Gemeinde an der Landesstraße L 166. Nordöstlich verläuft die L 165, unweit östlich fließt die Temnitz, ein Nebenfluss des Rhins.

## Geschichte

### Rittergut
Vichel ist ein altes Gutsdorf, zunächst in der Hand verschiedener Familien, verbunden mit einigen Besitzerwechseln. Vormals erscheint die altmärkische Adelsfamilie derer von Kröcher im Jahre 1491 mit Einkünften aus Vichel. Sie sind unter der Lehnherrlichkeit der Grafen von Lindow im so genannten Land Wusterhausen in Vichel, auch Vichill geschrieben, drei Höfe a zu je einer Hufe. Als Besitzer wird Kersten von Kröcher geführt.
Ab Mitte des 17. Jahrhunderts stellt die Uradelsfamilie von Quast die Gutsherren in Vichel. Die Quast erscheinen um 1300 als Knappen im Anhaltinischen und einige Generation danach als Gutsbesitzer im Ruppiner Land. Kerstien von Quast begründet auf Garz einen festen Stammsitz. Mit dem Zuerwerb von Radensleben und Protzen stabilisiert das Adelsgeschlecht seine Position in Nordbrandenburg. Erster Quast auf Vichel wird Albrecht Christoph von Quast-Garz. Er trägt mehrere Titel, war Geheimer Kriegsrat, Gouverneur und Hauptmann der namhaften Festung Spandau. Es bildet sich eine eigene Familienlinie von Quast-Vichel heraus. Zu Vichel gehören weitere Nebengüter, wie unter anderem Rohrlack. Sohn Albrecht Johann war verheiratet mit Sabina Agnes von Wahlen-Jürgas. Deren Urenkel Christian Ludwig von Quast (1721–1789) ist Herr auf Vichel, ½ Rohrlack, ½ Damm, Küdow und ½ Wutzetz, zudem königlich preußischer Kriegsrat. Sein zweiter Sohn Leopold führt in der Güteraufzählung gleichfalls Vichel zuerst auf. Albrecht von Quast-Vichel (1813–1872) übernimmt dieses Traditionsformat, ist Ehrenritter im Johanniterorden und trägt den einflussreichen Titel eines Ritterschaftsrates. Seine Ehefrau war Ottilie von der Hagen-Nackel. Ihr Rittergut Vichel umfasste damals nach dem Generaladressbuch der Rittergutsbesitzer des Königreiches Preußen 317 ha ohne Nebengüter. Der Erbe Henning von Quast (1844–1900) ist gleichfalls bei den Johannitern und preußischer Offizier und begann seine Laufbahn auf der altehrwürdigen Ritterakademie am Dom zu Brandenburg. Da er nicht liiert war gründet er einen Familienfideikommiss Vichel und sichert so immens die Erbregelung der Begüterung in der Hand seiner direkten Familienlinie zu belassen. So übernimmt sein Neffe Hans-Henning von Quast als Fideikommissherr Vichel und Zubehör. Er war auch Komtur und Kanzler des Johanniterordens. Seine Güter Vichel und Rohrlack hatten zusammen 1088 ha Land. Herr von Quast-Vichel ist in erster Linie Hauptritterschaftsdirektor und bei der Märkischen Landschaft, der 1934 gegründeten Nachfolgeeinrichtung der Ritterschaftsbank, zuständig für das Kreditwesen für größere Landwirtschaftsbetriebe.
Neben dem Rittergut gab es vor der großen Wirtschaftskrise 1929/1930 die Bauernhöfe der Familien Albert Gottschalk, Erich Pein, Erich Ribbe sowie Erich Schleuß.

### Eingemeindungen
Am 30. Dezember 1997 wurde aus dem freiwilligen Zusammenschluss der bis dahin selbstständigen Gemeinden Kerzlin, Küdow-Lüchfeld, Rohrlack, Vichel und Wildberg die Gemeinde Temnitztal gebildet. Seither ist Vichel ein Ortsteil der Gemeinde Temnitztal.

## Sehenswürdigkeiten
- In der Liste der Baudenkmale in Temnitztal sind für Vichel drei Baudenkmale aufgeführt.
- In der Liste der Naturdenkmale im Landkreis Ostprignitz-Ruppin sind für Vichel zwei Naturdenkmale aufgeführt.

## Persönlichkeiten
- Adam von Pfuel (* 1604 in Vichel; † 1659), General erst in schwedischem sowie später Geheimer Kriegsrat und General-Kriegskommissar in dänischem Dienst
- Hans-Henning von Quast (* 1885 in Vichel; † 1939 Vichel), Gutsbesitzer in Vichel
- Frank Dornseif (* 1948), Bildhauer, arbeitet hauptsächlich mit Armierungseisen; lebt und arbeitet seit geraumer Zeit in Vichel